# 대한민국의 이적단체
대한민국의 국가보안법에서 이적단체(利敵團體, 문화어: 리적단체)는 '국가의 존립·안전이나 자유민주적 기본질서를 위태롭게 한다는 정(情)을 알면서 반국가단체나 그 구성원 또는 그 지령을 받은 자의 활동을 찬양·고무·선전 또는 이에 동조하거나 국가변란을 선전·선동할 것을 목적으로 하는 단체'를 말한다(국가보안법 제7조제3항). 이적단체를 구성하거나 이에 가입한 자는 1년 이상의 유기징역에 처하며, 미수범 및 예비·음모도 처벌한다.
이적단체에 대하여 대법원은 '반국가단체 등의 활동을 찬양·고무·선전 또는 이에 동조하거나 국가 변란을 선전·선동하는 행위를 하는 것을 목적으로 하는 결합체'를 가리키는 것이고, '이적단체를 인정할 때에는 유추해석이나 확대해석을 금지하는 죄형법정주의의 기본원칙에 비추어서 단체가 지향하는 노선이나 목적, 활동 등이 국가의 존립·안전이나 자유민주적 기본질서에 실질적 해악을 끼칠 위험성이 있어야 한다'고 판시하고 있다. 초대 대법원장을 지낸 김병로와 이후 유엔 등 국제사회로부터 끊임없이 비판이 제기되어 왔던 국가보안법 폐지나 정전협정에 명시된 주한미군 철수 그리고 박정희 정부에서 남북이 합의한 7.4남북공동선언에서 명시한 민족의 자주적 통일을 위한 노력같은 것을 주장하는 이유로 이적단체라는 판결을 받으며 심지어 2000년 남북정상회담에서의 남북 공동선언을 이행하는 것을 목적으로 하는 단체에 대해 검찰과 법원은 이적단체라고 하였다. 이적단체 구성 또는 가입과 관련하여 구속 1531명, 불구속 405명, 이 첩 65명 등 2001명이 적용받았으며 1991년 92명, 1992년 137명, 1993년 44명, 1994년 185명, 1995년 183명, 1996년 344명, 1997년 612명, 1998년 404명이 검거되었다.

## 이적단체 판례
아래는 대법원이 이적단체로 판결한 단체들이다.
- 조국통일범민족연합 (1989년 대법원 판결)[1]
- 조국통일범민족청년학생연합 (1997년 대법원 판결)
- 한국대학총학생회연합 (1997년 대법원 판결)[1]
- 한국청년단체협의회 (2004년 대법원 판결)[4]
- 남북공동선언실천연대 (2010년 대법원 판결)[5]
- 우리민족연방제통일추진회의 (2012년 대법원 판결)[6]
- 민족자주평화통일중앙회의(민자통)
- 청주통일청년회
- ‘6·15 남북공동선언 실현을 위한 청년모임 소풍’[7][8]
- 코리아연대 : 총책 조씨의 주도 아래 북한의 대남혁명론을 국내에서 실천하기 위해 21세기 코리아연구소 등 6개 단체가 연대해 2011년 11월에 구성한 단체로서 북한 대남혁명노선을 추종하며 인터넷 신문 '21세기 민족일보', 팟캐스트 '코리아 포커스', 월간 '레지스탕스' 등을 통해 북한 로동신문, 조선중앙통신 등에 게시된 기사, 성명서 등을 게재[9]

- 1990년: 노동계급, 기독교문화노동운동연합, 마산 일꾼노동상담소, 인천 노동자대학, 민족통일민주주의노동자동맹, 혁명적노동자계급투쟁동맹, 민중민주주의노동자투쟁동맹(이상 노동운동 관련 조직사건) 조국통일촉진그룹, 전국민주주의학생연맹 등(학생운동 관련 조직사건)

- 1991년: 청주대 자주대오, 서울대 민족해방활동가조직, 안동대 반미애국학생회, 동국대 민주주의 학생연맹, 마창지역 민주주의학생연맹, 민주주의학생연맹, 민학투련, 상지대 민주주의학생연맹, 부산민주주의학생연맹, 서울지역대학생노동자예술인연합(이상 학생운동 조직사건), 부산민족민주운동연합, 성남노동자투쟁위, 서울민족민중미술운동연합, 민주주의노동투쟁동맹, 반제반파쇼민중민주주의혁명그룹, 서울사회과학연구소(노동운동 및 사회운동 단체)

- 1992년: 안양지역자주학생운동연합, 남한사회주의학생연맹, 청주대 민주학생투쟁연맹, 민족한남대활동가조직(학생운동 조직사건) 인천지역노동자그룹, 국제사회주의자들 그룹, 안산민중민주주의노동자투쟁동맹, 노동자계급해방투쟁위원회, 노동자대학, 노동자문화일터, 노동자정치활동센터, 한국사회주의노동당(한국노동당), 인천부천민주노동자회, 일동그룹(이상 노동운동 관련 조직사건)

- 1993년: 국제공산주의당, 혁명적사회주의노동자그룹, 남한사회주의과학원(반국가단체 기소, 이적단체 판결), 민중정치연합 원주지부·광주지부

- 1994년: 제주대 새오름, 김일성주의청년동맹, 청소년단체 샘, 평화실현학생연맹, 원광대 단기학생동맹(이상 학생운동 관련 조직사건), 조국통일범민족연합, 노해투사, 노동자민족문화운동연합, 성남지역노동자회, 한누리노동청년회, 일심단결회, 포항민주청년회, 우리청년회, 사회민주주의청년연맹, 국제사회주의자들 그룹(이상 노동․재야운동 관련 조직사건)

- 1995년: 새오름, 8․28학생동맹, 반미불패, 경기대 자주대오 활동가조직, 부산대자주대오, 우석대 자주대오, 원광대 구국자주대오, 충남대 활동가조직, 빛나는 전망, 성균관대 민민학련, 민족사랑학생연합, 학생사회주의기간대오, (학생운동조직사건) 남한프롤레타리아계급투쟁동맹, 전국노동자운동협의회, 혁명적사회주의노동자그룹, 범민련(노동, 통일운동관련 조직사건)

- 1996년: 애국청년선봉대, 천리마노래단, 경상대 활동가조직, 남총련 민족해방군, 남총련 자주대오, 부산외대 자주대오, 상지대 활동가조직, 제주대 활동가조직, 강원대 자주대오, 21세기진보학생연합, 노나매기, 사회주의학생연합, 전국학생청치연합(전학련), 전주대 단기학생동맹, 전국민족민주학생연합(이상 학생운동 관련 조직사건) 한국노동청년연대, 해방노동자통일전선, 함께하는 노동청년회, 공산주의연합, 노동자중심의 진보정당추진위원회(노진추), 애국크리스챤청년연합(이상 노동·재야단체)

- 1997년 단국대(천안) 자주대오, 동아대 자주대오, 연세(원주)대 자주대오, 인천교대 통일을 여는 사람들, 전북대 혁신대오, 외국어대(용인)주사연구회, 고려대 ‘청년’, 전국농업계대학생대표자협의회, 전국학생연대, 커뮨주의지하혁명활동가그룹, 부산지역 학생연대, 서울대 학생연대, 전국학생정치연합, 상지대 21세기 프로메테우스, 한국대학총학생회연합(이상 학생운동 관련 조직사건), 노동정치연대, 부천민주노동청년회, 북부노동자회, 사회민주주의청년연맹, 전국노동자운동단체협의회, 참세상을 여는 노동자 연대, 한국노동청년연대(이상 노동․재야 운동 관련 조직사건)

- 1998년: 관악노동청년회, 안양민주화운동청년연합, 진보민중청년단체연합, 민족통일애국청년회, 민족사랑청년노동자회(이상 청년·노동운동 관련 조직사건). 항공대 학생연대, 인제대 활동가 조직, 울산대 혁신대오, 단국대(천안) 신자주대오(이상학생운동)

- 1999년: 서울진보청년회, 안양사랑청년회(청년운동 관련 조직사건) 원광대자주대오 사건, 과기대 자주대오, 동서대 자주대오, 반미구국한양, 광운대 자주대오(이상 학생운동관련 조직사건)

- 2000년: 한신대 활동가조직 사건, 국제사회주의자들 그룹사건
- 2001년: 단국대 활동가조직사건, 서울민주노동자회 사건, 진보의련 사건
- 2002년: 한국청년단체협의회 사건, 범청학련(후원회) 사건

## 국가변란 선전·선동단체
이적단체는 아니지만 국가보안법의 처벌을 받는 단체이다.
- 사회주의노동자연합

## 같이 보기
- 국가보안법
- 반국가단체
- 이적표현물
- 위헌조직